# Cederholms tivoli
Cederholms tivoli var ett av Sveriges största mobila nöjesfält som grundades 1838. Familjen sålde större delen av attraktionerna och köpte sommarlandet Tosselilla utanför Tomelilla i Skåne 2003. Axels Nöjesfält köpte en del material och övertog även platserna där de brukade vara. Cederholms Tivoli hade sin vinterdepå i Annelöv, utanför Landskrona.